# Dörner György
Dörner György (Budapest, 1953. december 9. –) Kossuth-díjas magyar színművész, színházi rendező, szinkronszínész, a budapesti Újszínház igazgatója, érdemes és kiváló művész.

## Életpályája
Édesanyja korai halála miatt apai nagymamája nevelte. Harmadszori próbálkozás után nyert felvételt a Színház- és Filmművészeti Főiskolára, ahol 1979-ben végzett Horvai István és Kapás Dezső osztályában. Ugyanebben az évben a Nemzeti Színház tagjaként kezdte meg pályafutását. 1982-ben a budapesti Katona József Színház alapító tagja, 1988-tól a Radnóti Miklós Színház társulatának tagja. 1989-től szabadfoglalkozású művész. Játszott a veszprémi Petőfi Színház, a Komédium, a Várszínház, a tatabányai Jászai Mari Színház, a kecskeméti Katona József Színház és a Pesti Magyar Színház előadásain. Színpadi alakításai mellett számos mozi- és televíziós filmben szerepelt.
Sokat szinkronizál, jellemzően Bruce Willis, Mel Gibson, Eddie Murphy és Michael Douglas, illetve Kirk Douglas ifjúkori szerepei számára kölcsönzi a hangját.
2006-ban elvállalta az első magyar science-fiction film, a Thelomeris főszerepét, ahol eddigi karaktereitől eltérő szerepben alakítja a filmben szereplő óriási gyárváros, Thelomeris urát. Egy interjúban úgy nyilatkozott, hogy a filmben az a „bizarr gondolat” fogta meg, „hogy az ember az idővel üzletel, olyan dologgal, ami elvileg végtelen és örök”.
2011 októberében Tarlós István főpolgármester kinevezte az Újszínház igazgatói posztjára, Dörner pedig intendánsként Csurka Istvánt nevezte meg. A Fővárosi Önkormányzat a szakmai zsűri véleményével (6:2) szemben döntött a javára. Az addig Márta István vezette teátrum nevét Dörner Hátországra szerette volna változtatni, ezt azonban nem engedélyezték. A kinevezés 2012. február 1-jén lépett érvénybe. 2012. február 4-én elhunyt Csurka István. 2017 után 2022-től is újabb ötéves megbízást kapott.
Nős, felesége Kuthy Zsuzsanna. Egy orvos és egy kémikus fiúgyermek apja. Leányfalun él.

## Politikai megnyilatkozásai
Politikai nézeteivel kapcsolatban önmagát nemzeti radikálisnak vallja, akinek az élete „liberális mederben csordogál”. Többször részt vett a MIÉP, majd később a Jobbik Magyarországért Mozgalom választási gyűlésein. A Jobbikhoz fűződő kapcsolatáról a 2010-es országgyűlési választások előtt közvetlenül úgy nyilatkozott, hogy „magamat nemzeti radikálisként határozom meg, vagyis minél gyorsabb változtatásokat szeretnék. Sokan természetesnek veszik, hogy ezért jobbikos vagyok, de tévednek. (…) A szívem mélyén (…) azt szeretném, ha a MIÉP élne és virulna.”

## Színpadi szerepei
A Színházi adattárban regisztrált bemutatóinak száma: 63. Ugyanitt harmincegy színházi fotón is látható.
- Az anconai özvegy – Kecskeméti Katona József Színház
- A beszélő köntös – Kecskeméti Katona József Színház
- A fösvény – Pécsi Harmadik Színház
- Meglőttük a fényes sellőt – Kecskeméti Katona József Színház
- Omnibusz – Kecskeméti Katona József Színház
- Orfeusz az alvilágban – Kecskeméti Katona József Színház, Pesti Magyar Színház
- A revizor – Forrás Színházi Műhely
- Stílusgyakorlatok – Budapesti Katona József Színház, Jászai Mari Színház, Komédium Színház
- Galócza – (Budapesti Katona József Színház)
- Catullus – (Budapesti Katona József Színház)
- Amphytrion – (Budapesti Katona József Színház)
- A játékos – (Budapesti Katona József Színház)
- Háromgarasos opera – (Nemzeti Színház)
- Képzelt beteg (Molière) – (Forrás Színház, Győr)

## Filmjei

### Játékfilmek
| - Az énekesnő (2022) - Csonka délibáb (2015) - Thelomeris (2011) - Csendkút (2006) - Budakeszi srácok (2006) - Kútfejek (2006) - Vadászat angolokra (2006) - Indiai cseresznye (2003) - Üvegtigris (2001) - 6:3, avagy játszd újra Tutti! (1999) - A rózsa vére (1998) - Honfoglalás (1996) - Az asszony (1996) - A csalás gyönyöre (1992) - Ördög vigye (1992) - Isten hátrafelé megy (1991) - Laura (1987) - Mamiblu (1986) | - Vakvilágban (1986) - Uramisten (1985) - Falfúró (1985) - Városbújócska (1985) - Eszmélés (1984) - Házasság szabadnappal (1984) - Az óriás (1984) - Egy kicsit én, egy kicsit te (1984) - Könnyű testi sértés (1983) - Szívzűr (1982) - Tegnapelőtt (1982) - Kojak Budapesten (1980) - A kedves szomszéd (1979) - Rosszemberek (1979) - Szarvassá vált fiúk (1974) - Holnap lesz fácán (1974) - Petőfi ’73 (1973) |

### Tévéfilmek
| - A titkos háború (2002) - Ábel Amerikában (1998) - Devictus Vincit (1994) - Öregberény (1993-1995) - Rádióaktív BUÉK! (1993) - Karel Čapek: Végzetes szerelem játéka (1991) - Nem érsz a halálodig (1990) - Mrożek: Mulatság (1990) - Öld meg a másik kettőt (1990) | - A megközelíthetetlen (1989) - Margarétás dal (1989) - A végtelenek a párhuzamosban találkoznak (1986) - Kard és kocka (1986) - Johann Sebastian Bach (1985) - Hungarian Dracula (1983) - A három jószívű rabló (1979) - A főügyész felesége (1990) |

## Szinkron

### Film szinkronszerepek
| Eredeti cím                       | Magyar cím                          | Év        | Szerep              | Színész                    |
| --------------------------------- | ----------------------------------- | --------- | ------------------- | -------------------------- |
| 101 Dalmatians                    | 101 kiskutya                        | 1996      | Jasper              | Hugh Laurie                |
| Beverly Hills Cop                 | A Beverly Hills-i zsaru             | 1984      | Axel Foley          | Eddie Murphy               |
| Beverly Hills Cop 2.              | A Beverly Hills-i zsaru 2.          | 1987      | Axel Foley          | Eddie Murphy               |
| Romancing the stone               | A smaragd románca                   | 1984      | Jack Colton         | Michael Douglas            |
| Jurassic Park                     | Jurassic Park                       | 1993      | Dr. Alan Grant      | Sam Neill                  |
| Jurassic Park III                 | Jurassic Park III.                  | 2001      | Dr. Alan Grant      | Sam Neill                  |
| American Dreamz                   | American Dreamz                     | 2006      | Staton              | Dennis Quaid               |
| Heartbreakers                     | Szívtiprók                          | 2001      | Dean Cumanno/Vinnie | Ray Liotta                 |
| Welcome to Collinwood             | Széftörők                           | 2003      | Leon                | Isaiah Washington          |
| Braveheart                        | A rettenthetetlen                   | 1995      | William Wallace     | Mel Gibson                 |
| Die Hard                          | Die Hard/Drágán add az életed 1,3-5 | 1988-2013 | John McClane        | Bruce Willis               |
| Red Heat                          | Vörös zsaru                         | 1988      | Art Ridzik          | James Belushi              |
| Taffin                            | Piszkos munka                       | 1988      | Taffin              | Pierce Brosnan             |
| French Kiss                       | Francia csók                        | 1995      | Jean-Paul Cardon    | Jean Reno                  |
| Ghost Ship                        | A szellemhajó                       | 2002      | Sean Murphy         | Gabriel Byrne              |
| Pushing Tin                       | Vakrepülés                          | 1999      | Russel Bell         | Billy Bob Thornton         |
| Casper                            | Casper                              | 1995      | Dr. James Harvey    | Bill Pullman               |
| Ant-Man                           | A Hangya                            | 2015      | Dr. Hank Pym        | Michael Douglas            |
| Guardians of the Galaxy Vol. 2.   | A galaxis őrzői vol. 2.             | 2017      | Ego                 | Kurt Russell               |
| Ant-Man and the Wasp              | A Hangya és a Darázs                | 2018      | Dr. Hank Pym        | Michael Douglas            |
| Jurassic World: Dominion          | Jurassic World: Világuralom         | 2022      | Dr. Alan Grant      | Sam Neill                  |
| Ant-Man and the Wasp: Quantumania | A Hangya és a Darázs: Kvantumánia   | 2023      | Dr. Hank Pym        | Michael Douglas            |
| Volt egyszer egy studio           | Volt egyszer egy studio             | 2023      | Little John Balu    | Richard Epcar Jim Cummings |

### Sorozatbeli szinkronszerepek
| Cím                       | Szerep                     | Színész                   |
| ------------------------- | -------------------------- | ------------------------- |
| Két férfi, egy eset       | Dr. Rainer Franck          | Rainer Hunold             |
| A simlis és a szende      | David Addison Jr.          | Bruce Willis              |
| Második lehetőség         | Mike Chulack               | Matt Salinger             |
| A maharadzsa lánya        | Patrick O'Riley            | Bruce Boxleitner          |
| Faust                     | Oskar Faust                | Heiner Lauterbach         |
| Árnyékember               | Erich 'King' Grobecker     | Heinz Hoenig              |
| Csupa-csupa élet          | Matthias Hassencamp        | Hermann Giefer            |
| Indaba                    | Vincent                    | Yves Collignon            |
| Mentőosztag               | Steve 'Mickey' McClintock  | Gary Sweet                |
| Templomos lovagok kincsei | Philippe Morin             | François-Régis Marchasson |
| Légi zsaruk               | Karl 'Charly' von Schumann | Christoph M. Ohrt         |
| San Francisco utcáin      | Steve Keller felügyelő     | Michael Douglas           |
| A chateauvalloni polgárok | Bemard Kovalic             | Claude Oliver Rudolph     |
| Star Wars: Látomások      | Boba Fett                  | Kaneda Akio               |
| A Mandalóri               | Boba Fett                  | Temuera Morrison          |
| Boba Fett könyve          | Boba Fett                  | Temuera Morrison          |
| Obi-Wan Kenobi            | Hajléktalan klónkatona     | Temuera Morrison          |

## Cd-k és hangoskönyvek
- Antoine De Saint-Exupéry: A kis herceg
- Stephen King: Rémálmok és lidércek
- Benedek Elek: Lehel kürtje

## Díjai, elismerései
- Rajz János-díj (1981)
- Érdemes művész (1999)
- Kiváló művész (2017)
- Madách-díj (2020)
- Kossuth-díj (2020)[13]
- Széchenyi-örökség Okmánya (2021)[14]